# Мезеро
Мезеро (итал. Mesero) — коммуна в Италии, в провинции Милан области Ломбардия.
Население составляет 3489 человек, плотность населения составляет 698 чел./км². Занимает площадь 5 км². Почтовый индекс — 20010. Телефонный код — 02.
Покровителем населённого пункта считается San Bernardo.